# Misgurn del Japó

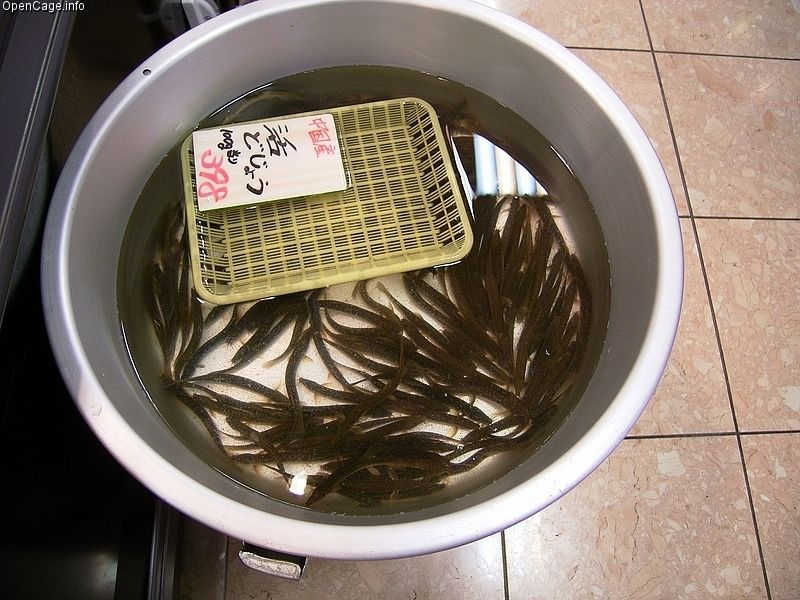
Exemplars a la venda en un supermercat

El misgurn del Japó (Misgurnus anguillicaudatus) és una espècie de peix de la família dels cobítids i de l'ordre dels cipriniformes. Pot fins a 28 cm de llargària total. Menja cucs, crustacis petits, insectes, larves d'insectes i d'altres organismes aquàtics petits. Viu als rius, llacs, estanys, pantans i camps arrosers de zones de clima subtropical. Es troba a l'àrea compresa entre Myanmar, el nord-est d'Àsia i la Xina central. Ha estat introduït en altres països (com ara, Hawaii) i, si més no pot esdevenir una espècie invasora, sobretot per la negligència i la irresponsabilitat d'aquariòfils que evacuen peixos superflus al clavegueram o a rius i estanys.
És una espècie popular en aquariofília. Tolera temperatures compreses entre 2 i 30 °C, i pot respirar aire per tal de complementar les seues necessitats respiratòries en aigües poc oxigenades. El fet d'ésser emprat pels pescadors com a esquer viu ha contribuït a la seua propagació fora del seu hàbitat original. Es molt semblant al també invasor Paramisgurnus dabryanus que és simpàtric. Per les similituds «hom considera probable que en algunes exportacions per temes d'aquariofília s'hagin barrejat ambdues espècies».